# Амблимон
Амблимо́н (фр. Amblimont) — бывшая коммуна во Франции, в департаменте Арденны. Входила в состав кантона Музон. Округ коммуны — Седан. 1 января 2016 года вошла в состав коммуны Музон.
Код INSEE коммуны — 08009.
Коммуна была расположена приблизительно в 220 км к северо-востоку от Парижа, в 95 км северо-восточнее Шалон-ан-Шампани, в 30 км к юго-востоку от Шарлевиль-Мезьера.

## Население
Население коммуны на 2008 год составляло 144 человека.
| 1962 | 1968 | 1975 | 1982 | 1990 | 1999 | 2008 |
| ---- | ---- | ---- | ---- | ---- | ---- | ---- |
| 121  | 150  | 163  | 159  | 164  | 143  | 144  |

## Администрация
| Период | Период | Фамилия       | Партия | Должность |
| ------ | ------ | ------------- | ------ | --------- |
| 2001   | 2008   | Эрве Ларденуа |        |           |
| 2008   |        | Жан Гюстен    |        |           |

## Экономика
В 2007 году среди 87 человек в трудоспособном возрасте (15—64 лет) 72 были экономически активными, 15 — неактивными (показатель активности — 82,8 %, в 1999 году было 65,5 %). Из 72 активных работали 66 человек (33 мужчины и 33 женщины), безработных было 6 (2 мужчин и 4 женщины). Среди 15 неактивных 8 человек были учениками или студентами, 3 — пенсионерами, 4 были неактивными по другим причинам.